# Eduardo Miranda Sousa
Eduardo Miranda Sousa, (Lima, 29 de junio de 1909-Ib., 23 de octubre de 1990) fue ingeniero y político peruano. Durante el gobierno constitucional de Manuel A. Odría, fue ministro de Fomento y Obras Públicas (1952-1954), diputado por Tumbes y presidente de la Cámara de Diputados (1954-1955). También se encargó accidentalmente del ministerio de Relaciones Exteriores en varias oportunidades, entre 1952 y 1954.

## Biografía
Hijo de Catalino Segundo Miranda Quevedo y Ángela Sousa Matute. Hermano de Jaime Miranda Sousa, que también fue ingeniero y político. Su padre era un cajamarquino que destacó como ingeniero de minas, dedicándose a la explotación de las minas de Hualgayoc. Fue también alcalde de Barranco (Lima).
Cursó sus estudios escolares en el Colegio San José de Cluny y en el Colegio Alemán. Luego pasó a la Escuela Nacional de Ingenieros y obtuvo su título de ingeniero civil en 1940, consagrándose desde entonces a su profesión.
Incursionó en la política en 1950, cuando fue elegido diputado por el departamento de Tumbes. Desempeñaba esa representación cuando el gobierno del presidente Manuel A. Odría lo convocó para que integrara el gabinete ministerial encabezado por Zenón Noriega, en el despacho de Fomento y Obras Públicas, cargo que juró el 5 de agosto de 1952. Accidentalmente, se encargó varias veces del ministerio de Relaciones Exteriores, por ausencia de su titular Ricardo Rivera Schreiber.
Se mantuvo en su función de ministro hasta el 26 de julio de 1954, cuando renunció para ejercer la presidencia de la Cámara de Diputados (legislaturas de 1954 y 1955). Durante su gestión se aprobó la ley que concedió por primera vez en el Perú el derecho de sufragio universal a las mujeres, modificándose tres artículos de la Constitución de 1933.
Culminado su mandato parlamentario en 1956, retornó a su actividad privada.